# Aspen Institute
L'Aspen Institute è un'organizzazione internazionale senza scopo di lucro fondata nel 1949 come Aspen Institute for Humanistic Studies. L'obiettivo dichiarato dell'istituto è la realizzazione di "una società libera, giusta ed equa" attraverso seminari, programmi politici, conferenze e iniziative di sviluppo della leadership. L'istituto ha sede a Washington, negli Stati Uniti, e ha campus ad Aspen, in Colorado (la sua sede originaria), e vicino alle rive della baia di Chesapeake, sul fiume Wye, nel Maryland. L'Aspen Institute ha partner a Londra, Berlino, Roma, Madrid, Parigi, Lione, Tokyo, Nuova Delhi, Praga, Bucarest, Città del Messico e Kiev, oltre a iniziative di leadership negli Stati Uniti e nel continente africano, in India e in America centrale.
L'Aspen Institute è ampiamente finanziato da fondazioni come la Carnegie Corporation, il Rockefeller Brothers Fund, la Gates Foundation, la Lumina Foundation e la Ford Foundation, dalle quote di iscrizione ai seminari e da donazioni individuali. Il suo consiglio di amministrazione comprende leader del mondo politico, governativo, imprenditoriale e accademico che contribuiscono al suo sostegno. Un rapporto del Center for International Policy's Foreign Influence Transparency Initiative sui primi 50 think tank dell'indice di valutazione Global Go-To Think Tanks dell'Università della Pennsylvania ha rilevato che nel periodo 2014-2018 l'Aspen Institute ha ricevuto il quinto più alto ammontare di finanziamenti dall'esterno degli Stati Uniti rispetto ad altri think tank, con un totale di oltre 8 milioni di dollari da donatori provenienti principalmente da democrazie occidentali, ma anche "donazioni consistenti da regimi non democratici in Arabia Saudita e negli Emirati Arabi Uniti".

## Storia
L'istituto fu in gran parte creato da Walter Paepcke, un uomo d'affari di Chicago che si era ispirato al programma Great Books di Mortimer Adler all'Università di Chicago. Nel 1945, Paepcke visitò l'artista e architetto Bauhaus Herbert Bayer, AIA, che aveva progettato e costruito una casa minimalista ispirata al Bauhaus fuori dalla decadente ex città mineraria di Aspen, nella Roaring Fork Valley. Paepcke e Bayer immaginarono un luogo dove potessero riunirsi artisti, leader, pensatori e musicisti. Poco tempo dopo, mentre passava per Aspen durante una battuta di caccia, l'imprenditore petrolifero Robert O. Anderson (presto fondatore e amministratore delegato di Atlantic Richfield) incontrò Bayer e condivise la visione di Paepcke e Bayer. Nel 1949, Paepcke organizzò una celebrazione internazionale di 20 giorni per il 200º compleanno del poeta e filosofo tedesco Johann Wolfgang von Goethe. La celebrazione attirò oltre 2 000 partecipanti, tra cui Albert Schweitzer, José Ortega y Gasset, Thornton Wilder e Arthur Rubinstein.
Nel 1949 Paepcke fondò l'Aspen Institute, poi l'Aspen Music Festival e infine (con Bayer e Anderson) l'International Design Conference at Aspen (IDCA). Paepcke cercava un forum "dove lo spirito umano potesse fiorire", soprattutto nel turbine e nel caos della modernizzazione. Sperava che l'istituto potesse aiutare i dirigenti d'azienda a recuperare quelle che lui chiamava "verità eterne": i valori che li guidavano intellettualmente, eticamente e spiritualmente mentre guidavano le loro aziende. Ispirato dal seminario sui Grandi Libri del filosofo Mortimer Adler all'Università di Chicago, poi adottato dai Grandi Libri del mondo occidentale di Encyclopædia Britannica, Paepcke collaborò con Anderson alla creazione dell'Aspen Institute Executive Seminar. Nel 1951, l'istituto sponsorizzò una conferenza nazionale di fotografia a cui parteciparono Ansel Adams, Dorothea Lange, Ben Shahn, Berenice Abbott e altre personalità di spicco. Negli anni '60 e '70, l'istituto ha aggiunto organizzazioni, programmi e conferenze, tra cui l'Aspen Center for Physics, l'Aspen Strategy Group, il Communications and Society Program e altri programmi che si sono concentrati su istruzione, comunicazioni, giustizia, pensiero asiatico, scienza, tecnologia, ambiente e affari internazionali.

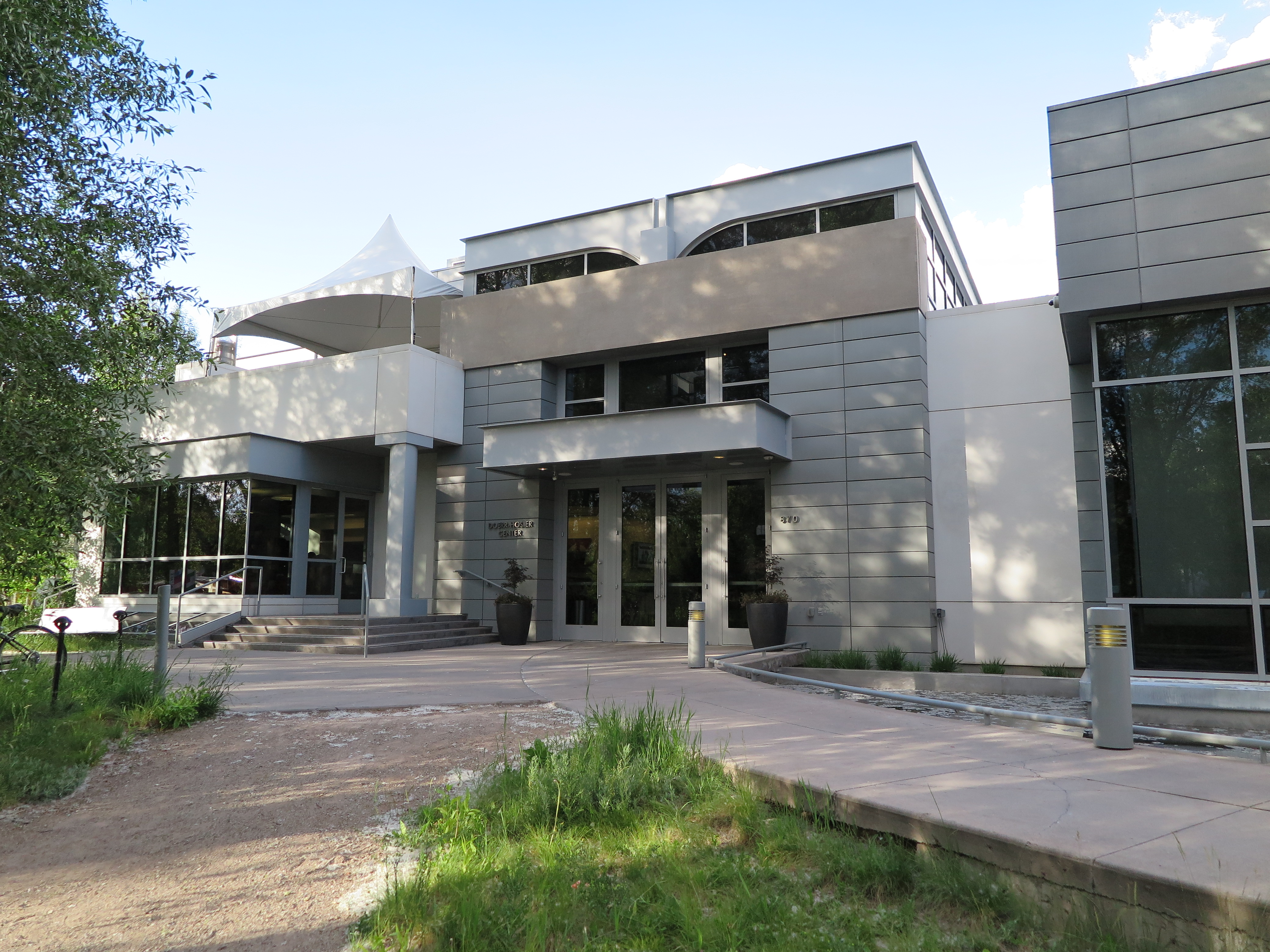
Centro Doerr-Hosier presso l'Aspen Institute di Aspen, Colorado.

Nel 1979, grazie a una donazione dell'industriale e filantropo Arthur A. Houghton Jr. di Corning Glass, l'istituto ha acquisito un campus di 1 000 acri (4 km²) sulla sponda orientale della baia di Chesapeake nel Maryland, oggi noto come Wye River Conference Centers. Nel 1996 è stato ospitato il primo seminario del Programma Socrates.
Nel 2005 si è tenuto il primo Aspen Ideas Festival, con menti di spicco da tutto il mondo che hanno condiviso e parlato di questioni globali. L'istituto, insieme a The Atlantic, ospita il festival ogni anno. Ha formato filantropi come Carrie Morgridge. Da allora ha aggiunto altri eventi come l'Aspen Ideas Health e l'Aspen Ideas Climate. Nel 2023, l'evento Aspen Ideas Climate ha incluso la vicepresidente Kamala Harris e la leggenda della musica Gloria Estefan.
Dal 2013, l'Aspen Institute insieme alla rivista statunitense The Atlantic e a Bloomberg Philanthropies partecipa all'organizzazione dell'evento annuale CityLab, un summit dedicato allo sviluppo di strategie per le sfide dell'urbanizzazione nelle città di oggi.
Walter Isaacson è stato presidente e amministratore delegato dell'Aspen Institute dal 2003 al giugno 2018. Nel marzo 2017 Isaacson ha annunciato che si sarebbe dimesso dalla carica di presidente e CEO alla fine dell'anno. Il 30 novembre 2017 è stato annunciato come suo successore Daniel Porterfield. Porterfield è succeduto a Isaacson il 1º giugno 2018.
Nell'aprile 2020, l'azienda ha ricevuto circa 8 milioni di dollari in prestiti federali per le piccole imprese nell'ambito del Paycheck Protection Program. L'azienda è stata oggetto di critiche per questo prestito, che aveva lo scopo di proteggere le piccole imprese private. Il Washington Post ha fatto notare che l'ampia dotazione e l'appartenenza a miliardari hanno reso la cosa problematica. Dele Olojede, un collega dell'istituto, ha definito "contrario allo scopo dichiarato di questo istituto" il fatto che "una delle istituzioni più elitarie d'America pensi che sia giusto prendere i soldi", continuando a dire: "Coloro che pretendono di essere leader basati sui valori e sullo spirito pubblico non possono allo stesso tempo mettere al primo posto l'interesse personale, quando c'è così tanta sofferenza umana e morte". Il giorno dopo che Olojede e il Washington Post hanno messo in evidenza il finanziamento, l'Aspen Institute ha annunciato che lo avrebbe restituito, dichiarando: "Dopo aver ascoltato le nostre comunità e aver riflettuto ulteriormente, abbiamo deciso di restituire il prestito".

## Aspen Institute Italia
Giulio Tremonti è il presidente dell'Aspen Institute Italia, in cui operano molti intellettuali italiani.
I membri del comitato esecutivo di Aspen Institute Italia sono indicati sul sito web dell'Istituto.